# 邵燕祥
邵燕祥（1933年6月10日—2020年8月1日），男，北京人，中国诗人、散文家。其《邵燕祥随笔》获第一届鲁迅文学奖全国优秀杂文奖（1995-1996）。

## 生平
1946年开始发表诗歌、散文和杂文。1957年被打成右派分子。至1979年获平反。